# 23249 Liaoyenting
23249 Liaoyenting è un asteroide della fascia principale. Scoperto nel 2000, presenta un'orbita caratterizzata da un semiasse maggiore pari a 2,3307920 UA e da un'eccentricità di 0,0503367, inclinata di 7,04432° rispetto all'eclittica.